# Erigone (genre)
Pour les articles homonymes, voir Érigone.
Genre
Erigone est un genre d'araignées aranéomorphes de la famille des Linyphiidae.

## Distribution
Les espèces de ce genre se rencontrent en Amérique, en Europe, en Asie, en Afrique et en Océanie.

## Description

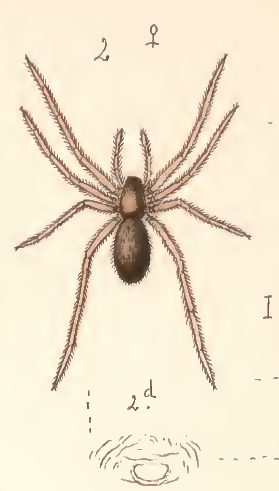
Erigone longipalpis ♂

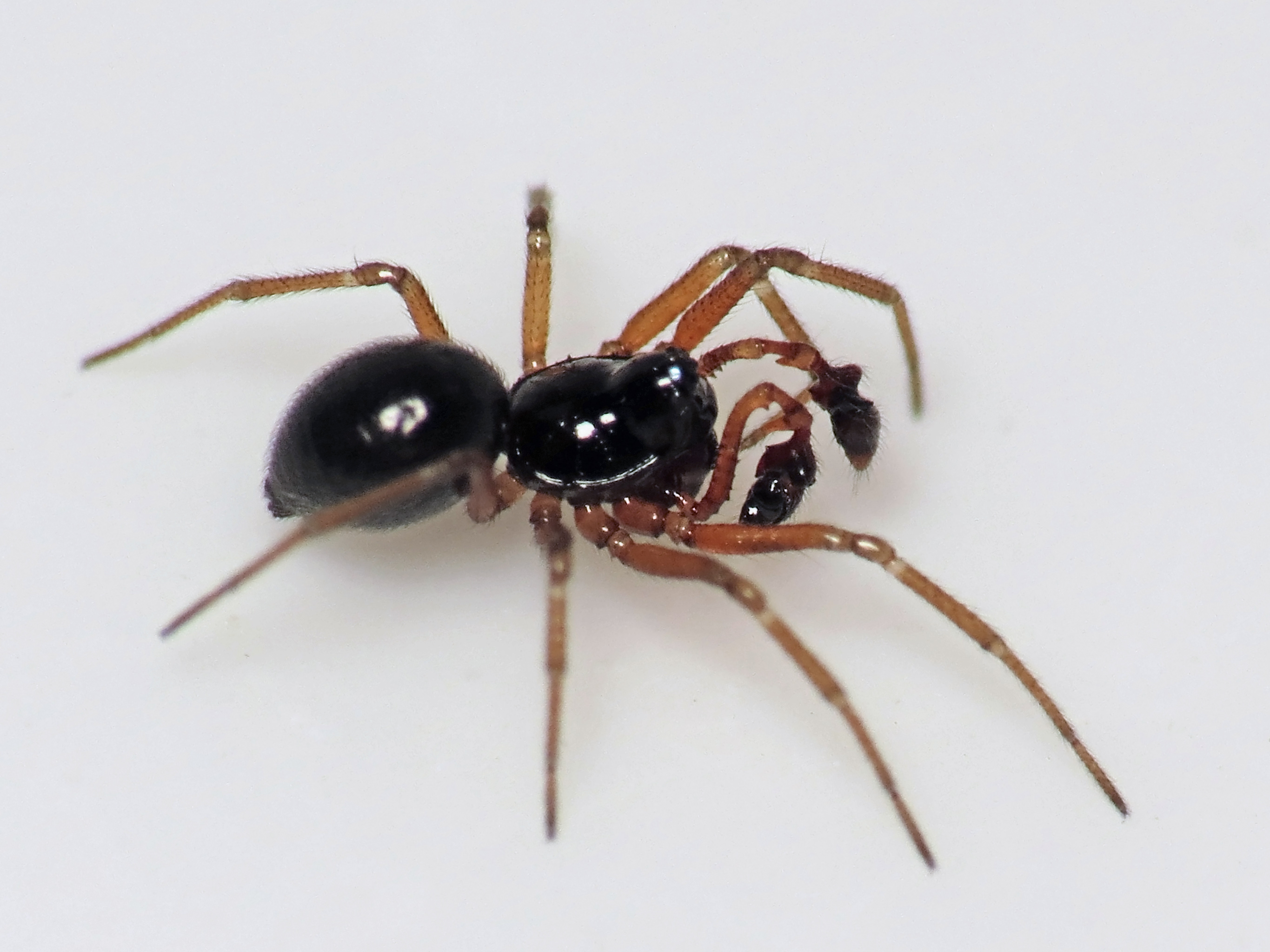
Erigone dentipalpis

Les mâles du genre Erigone sont remarquables par les épines qu'ils portent sur leur céphalothorax et les tibias de leurs pédipalpes. 

## Écologie
Ce sont des araignées prédatrices, elles ont pour proies de petits insectes comme les psylles et les diptères.

## Liste des espèces
Selon World Spider Catalog (version 26, 15/04/2025) :
- Erigone acuta Tanasevitch, 2021
- Erigone albescens Banks, 1898
- Erigone aletris Crosby & Bishop, 1928
- Erigone allani Chamberlin & Ivie, 1947
- Erigone alsaida Crosby & Bishop, 1928
- Erigone angela Chamberlin & Ivie, 1939
- Erigone ansula Irfan, Zhang & Peng, 2022
- Erigone antarctica Simon, 1884
- Erigone antegona Chickering, 1970
- Erigone apophysalis Tanasevitch, 2017
- Erigone aptuna Chickering, 1970
- Erigone arctica (White, 1852)
- Erigone arcticola Chamberlin & Ivie, 1947
- Erigone arctophylacis Crosby & Bishop, 1928
- Erigone aspura Chamberlin & Ivie, 1939
- Erigone atra Blackwall, 1833
- Erigone autumnalis Emerton, 1882
- Erigone barrowsi Crosby & Bishop, 1928
- Erigone benes Chamberlin & Ivie, 1939
- Erigone bereta Chickering, 1970
- Erigone bifurca Locket, 1982
- Erigone blaesa Crosby & Bishop, 1928
- Erigone brevipes Tu & Li, 2004
- Erigone canthognatha Chamberlin & Ivie, 1935
- Erigone capra Simon, 1884
- Erigone clavipalpis Millidge, 1991
- Erigone coloradensis Keyserling, 1886
- Erigone convalescens Jocqué, 1985
- Erigone cristatopalpus Simon, 1884
- Erigone crosbyi Schenkel, 1950
- Erigone dentichelis Miller, 1970
- Erigone denticulata Chamberlin & Ivie, 1939
- Erigone dentigera O. Pickard-Cambridge, 1874
- Erigone dentipalpis (Wider, 1834)
- Erigone dentosa O. Pickard-Cambridge, 1894
- Erigone digena Chickering, 1970
- Erigone dipona Chickering, 1970
- Erigone dumitrescuae Georgescu, 1969
- Erigone edentata Saito & Ono, 2001
- Erigone eisenschmidti Wunderlich, 1976
- Erigone ephala Crosby & Bishop, 1928
- Erigone fellita Keyserling, 1886
- Erigone fluminea Millidge, 1991
- Erigone grandidens Tu & Li, 2004
- Erigone himeshimensis Strand, 1918
- Erigone hydrophytae Ivie & Barrows, 1935
- Erigone hypenema Crosby & Bishop, 1928
- Erigone hypoarctica Eskov, 1989
- Erigone infernalis Keyserling, 1886
- Erigone irrita Jocqué, 1984
- Erigone jaegeri Baehr, 1984
- Erigone jammu Tanasevitch, 2018
- Erigone jugorum Simon, 1884
- Erigone kazhiensis Irfan, Zhang & Peng, 2025
- Erigone koratensis Strand, 1918
- Erigone koshiensis Oi, 1960
- Erigone lata Song & Li, 2008
- Erigone longipalpis (Sundevall, 1830)
- Erigone malvari Barrion & Litsinger, 1995
- Erigone maritima Kulczyński, 1902
- Erigone matanuskae Chamberlin & Ivie, 1947
- Erigone miniata Baert, 1990
- Erigone monterreyensis Gertsch & Davis, 1937
- Erigone neocaledonica Kritscher, 1966
- Erigone nepalensis Wunderlich, 1983
- Erigone nigrimana Thorell, 1875
- Erigone nitidithorax Miller, 1970
- Erigone ostiaria Crosby & Bishop, 1928
- Erigone palustris Millidge, 1991
- Erigone paradisicola Crosby & Bishop, 1928
- Erigone pauperula (Bösenberg & Strand, 1906)
- Erigone personata Gertsch & Davis, 1936
- Erigone poeyi Simon, 1898
- Erigone praecursa Chamberlin & Ivie, 1939
- Erigone prominens Bösenberg & Strand, 1906
- Erigone promiscua (O. Pickard-Cambridge, 1873)
- Erigone psychrophila Thorell, 1871
- Erigone reducta Schenkel, 1950
- Erigone remota L. Koch, 1869
- Erigone rohtangensis Tikader, 1981
- Erigone rutila Millidge, 1995
- Erigone sagibia Strand, 1918
- Erigone sagicola Dönitz & Strand, 1906
- Erigone sinensis Schenkel, 1936
- Erigone sirimonensis Bosmans, 1977
- Erigone stygia Gertsch, 1973
- Erigone sumatrana Tanasevitch, 2017
- Erigone svenssoni Holm, 1975
- Erigone tamazunchalensis Gertsch & Davis, 1937
- Erigone tanana Chamberlin & Ivie, 1947
- Erigone tenuimana Simon, 1884
- Erigone tepena Chickering, 1970
- Erigone tirolensis L. Koch, 1872
- Erigone tolucana Gertsch & Davis, 1937
- Erigone tristis (Banks, 1892)
- Erigone uintana Chamberlin & Ivie, 1935
- Erigone uliginosa Millidge, 1991
- Erigone watertoni Simon, 1898
- Erigone welchi Jackson, 1911
- Erigone whitneyana Chamberlin & Ivie, 1935
- Erigone whymperi O. Pickard-Cambridge, 1877
- Erigone wiltoni Locket, 1973
- Erigone zabluta Keyserling, 1886
- Erigone zheduoshanensis Song & Li, 2008

Selon World Spider Catalog (version 23.5, 2023) :
- † Erigone dechenii Bertkau, 1878

## Systématique et taxinomie
Ce genre a été décrit par Audouin en 1826.
Son espèce type est Erigone longipalpis.

## Publication originale
- Audouin, 1826 : « Explication sommaire des planches d'arachnides de l'Égypte et de la Syrie publiées par J. C. Savigny, membre de l'Institut; offrant un exposé des caractères naturels des genres avec la distinction des espèces. » Description de l'Égypte, ou Recueil des observations et des recherches qui ont été faites en Égypte pendant l'expédition de l'armée française, publié par les ordres de sa Majesté l'Empereur Napoléon le Grand. Histoire Naturelle, tome 1, partie 4, p. 99-186.